# Astragalus wingatanus
Astragalus wingatanus là một loài thực vật có hoa trong họ Đậu. Loài này được S.Watson miêu tả khoa học đầu tiên.